# Homoeocera toulgoeti
Homoeocera toulgoeti là một loài bướm đêm thuộc phân họ Arctiinae, họ Erebidae.